# Bühler (Zwitserland)
Bühler is een gemeente en plaats in het Zwitserse kanton Appenzell Ausserrhoden.
Bühler telt 1.702 inwoners.

## Overleden
- Hans Nänny (1914-1993), ondernemer, rechter en politicus

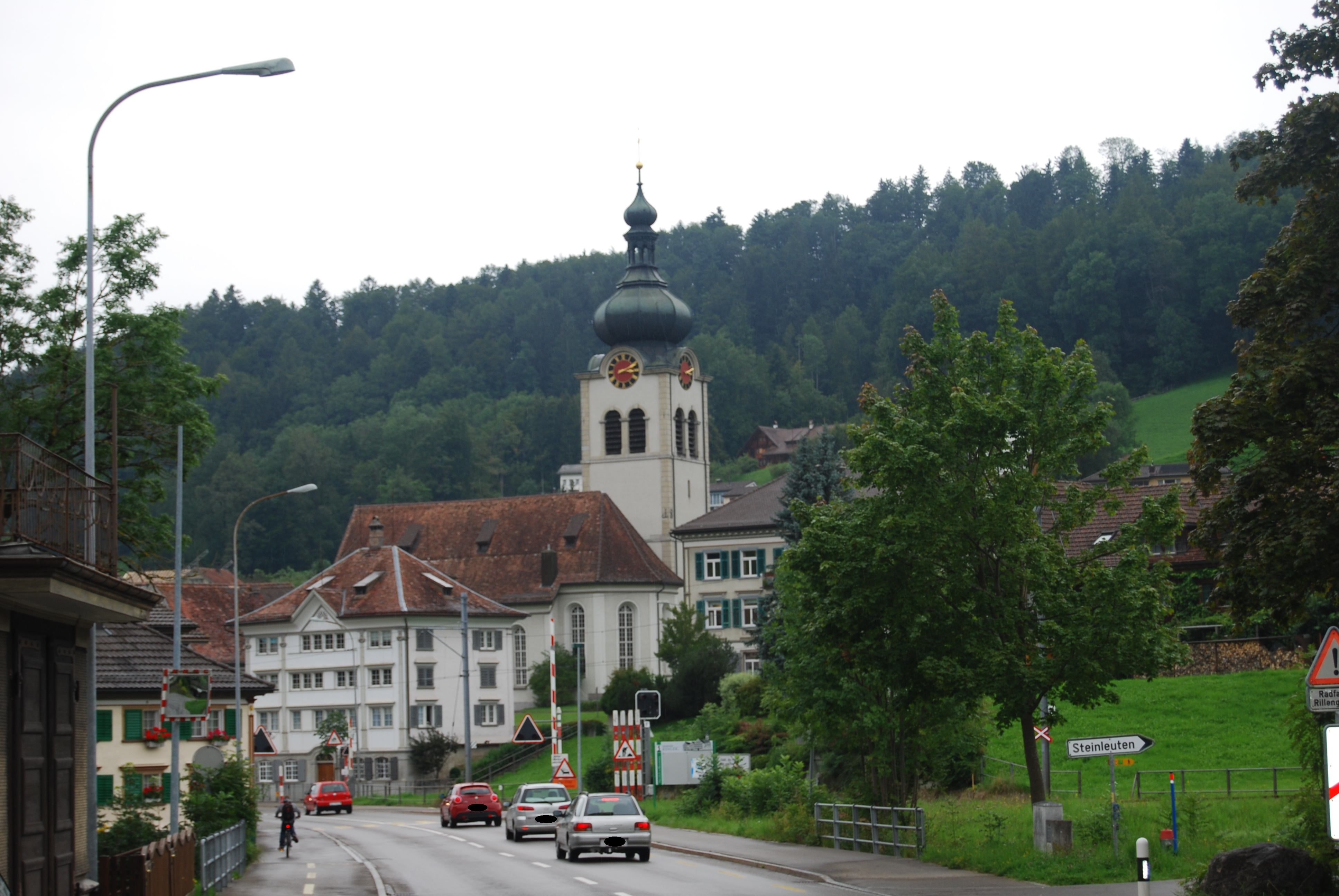
Bühler

Bühler · Gais · Grub · Heiden · Herisau · Hundwil · Lutzenberg · Rehetobel · Reute · Schönengrund · Schwellbrunn · Speicher · Stein · Teufen · Trogen · Urnäsch · Wald · Waldstatt · Wolfhalden · Walzenhausen
- Gemeinsame Normdatei: 2139679-6
- Historisch woordenboek van Zwitserland: 001300
- MusicBrainz: 307eef38-78a3-41e5-a003-888a93fc867b
- Virtual International Authority File: 904155044809572520004